# Nickelodeon (Danemark)
 (juillet 2025).
Si vous disposez d'ouvrages ou d'articles de référence ou si vous connaissez des sites web de qualité traitant du thème abordé ici, merci de compléter l'article en donnant les références utiles à sa vérifiabilité et en les liant à la section « Notes et références ».
Pour les articles homonymes, voir Nickelodeon.
Nickelodeon est une chaine de télévision jeunesse danoise.

## Histoire
La chaine a été lancée le 15 mars 2008 avec VH1 (Danemark). et diffuse d'abord uniquement entre 6h et 12h. Aux alentours du nouvel an 2008 , elle obtient son propre canal et diffuse de 6 à 18h. Maintenant elle émet de 5h à 22h.

## Programmes

### Programmes actuels

#### Série originale animée
- The Loud House
- SpongeBob SquarePants
- Kamp Koral SpongeBob's Under Years
- The Patrick Star Show
- Rugrats (2021)
- Monster High
- Transformers: EarthSpark
- Big Nate
- Rock Paper Scissors
- Max & the Midknights

#### Série originale en direct
- Danger Force
- Tyler Perry's Young Dylan
- The Really Loud House

#### Séries étrangères
- The Hardy Boys (Den Hardy)
- Barbie: It Takes Two
- Jurassic World: Camp Cretaceous
- DreamWorks Dragons: The Nine Realms
- Popularity Papers
- Super Wish
- Megamind Rules!
- Bakugan (2023)
- Pokémon 1998–2014
- Mermicorno: Starfall

#### Nick Jr.
- Baby Shark's Big Show
- Blaze and the Monster Machines
- Blue's Clues & You!
- Bossy Bear
- PAW Patrol : La Pat' Patrouille
- Peppa Pig
- Rubble & Crew
- Sesame Street: Mecha Builders
- Thomas & Friends: All Engines Go
- The Wiggles

### Programmation à venir

#### Séries étrangères
- Zokie of Planet Ruby

#### Nick Jr.
- Hamsters of Hamsterdale
- Leela's Island

### Anciens programmes

#### Série originale animée
- The Adventures of Kid Danger (Eventyret med Kid Danger)
- All Grown Up! (Alt vokset op)
- Avatar: The Last Airbender
- Back at the Barnyard (Tilbage på det Barnyard)
- Breadwinners
- Bunsen Is a Beast
- The Casagrandes
- The Fairly OddParents
- Fanboy & Chum Chum
- Harvey Beaks
- It's Pony (Det er pony)
- Kung Fu Panda: Legends of Awesomeness
- The Legend of Korra
- Lego City Adventures
- Middlemost Post
- The Mighty B!
- Monsters vs. Aliens
- My Life as a Teenage Robot
- The Penguins of Madagascar
- Pig Goat Banana Cricket
- Rise of the Teenage Mutant Ninja Turtles
- The Ren & Stimpy Show
- Rocket Power
- Rocko's Modern Life
- Rugrats
- Sanjay and Craig
- T.U.F.F. Puppy
- Tak and the Power of Juju (Tak og kraften i Juju)
- Teenage Mutant Ninja Turtles
- Welcome to the Wayne
- The Wild Thornberrys
- The X's

#### Série originale en direct
- Allie Singer
- All That (Alt)
- America's Most Musical Family (Amerikas mest musikalske familie)
- Are You Smarter Than a 5th Grader? (Er du klogere end en 5. klassiker)
- The Astronauts (Astronauterne)
- Bella and the Bulldogs (Bella og Bulldogs)
- Big Time Rush
- Cousins for Life (Fætre for livet)
- Drake & Josh
- Drama Club
- Game Shakers
- The Haunted Hathaways (Den hjemsøgte)
- House of Anubis
- How to Rock
- Hunter Street (Jæger)
- I Am Frankie (Jeg er frankie)
- iCarly
- iCarly (2021)
- The Journey of Allen Strange
- Lip Sync Battle Shorties
- Make It Pop (Gør det pop)
- Marvin Marvin
- Sam & Cat
- Side Hustle (Side trængsel)
- Star Falls (Stjerne falder)
- The Substitute
- Talia in the Kitchen
- That Girl Lay Lay
- Unleashed
- Victorious
- Welcome Freshmen
- Wendell & Vinnie

#### Séries étrangères
- Archibald's Next Big Thing Is Here!
- 3 Amigonautes
- 44 Chats (44 katte)
- The Adventures of Sam & Max: Freelance Police
- Almost Naked Animals (Næsten nøgne dyr)
- Barbie Dreamhouse Adventures
- Being Ian
- The Croods: Family Tree
- Dinosaur King
- Eek! The Cat
- Eliot Kid
- Everybody Hates Chris
- Go Away, Unicorn! (Gå væk, enhjørning)
- Freaky Stories
- Jibber Jabber
- Kid vs. Kat
- League of Super Evil
- Martin Mystery
- The Mighty Ones (De Mægtige)
- The Mr. Men Show (Misteren Men)
- Naruto
- Numb Chucks
- Oggy and the Cockroaches
- Ollie's Pack
- One Piece
- Oscar's Oasis
- Oh No! It's an Alien Invasion
- Pearlie
- Pound Puppies (Pund hvalpe)
- Power Players (Power-afspillere)
- Punky Brewster
- Rainbow High
- Rated A for Awesome
- ReBoot: The Guardian Code
- Redakai: Conquer the Kairu
- Ruby Gloom
- Rupert
- Scaredy Squirrel (Scaredy egern)
- Sea Princesses (Havprinsesser)
- Star Trek: Prodigy
- Tales from the Cryptkeeper
- Team Galaxy
- That Girl Lay Lay
- Three Delivery
- TrollsTopia (Trolde Topi)
- Viva Piñata
- Watership Down
- Will and Dewitt
- Willa's Wild Life
- Zeke's Pad
- The ZhuZhus

#### Nick Jr.
- The Adventures of Chuck and Friends
- Babar and the Adventures of Badou
- Blue's Room (Blå rum)
- Bob the Builder
- Butterbean's Café
- Care Bears: Welcome to Care-a-Lot
- Cleo & Cuquin
- The Dog & Pony Show (Hunden & ponyen)
- Dora the Explorer
- Dora and Friends: Into the City
- Dorothy and the Wizard of Oz (Dorothy og Troldmanden fra Oz)
- Face's Music Party
- Enchantimals
- Fifi and the Flowertots
- Fireman Sam
- Go Jetters
- In the Night Garden...
- Lalaloopsy
- Little Bear
- Little Ellen
- Littlest Pet Shop: A World of Our Own
- Lucas the Spider
- Manon
- Masha and the Bear (Masha og bjørnen)
- Miss Spider (Frøken edderkop er solrig)
- Molang
- My Little Pony: Friendship Is Magic
- My Little Pony: Pony Life
- Nella the Princess Knight
- Ni Hao, Kai-Lan
- The Octonauts
- Olivia
- Peter Rabbit
- Rainbow Rangers (Rainbow løb)
- Rusty Rivets
- Roary the Racing Car
- Ryan's Mystery Playdate
- Strawberry Shortcake: Berry in the Big City
- Santiago of the Seas
- Shimmer and Shine
- Sunny Day (Solskinsdag)
- Thomas & Friends
- Timmy Time
- Toon Bops
- Top Wing (Topfløj)
- Transformers Rescue Bots Academy
- Wow! Wow! Wubbzy!
- The WotWots
- YooHoo to the Rescue
- Yo Gabba Gabba!
- Zack & Quack